# Carlo Medina
Carlo Medina è un personaggio letterario di finzione creato da Andrea Carlo Cappi e parte del suo universo narrativo (il "Kverse").
È il titolare di un'agenzia di headhunting milanese che fa da copertura alla sua vera attività di killer professionista e spia free lance.

## Biografia del personaggio
Carlo Medina è nato e opera a Milano. Ufficialmente è il titolare di un'agenzia di headhunting, la "K-Consulenze di mercato" con sede in viale Majno, ma quest'ultima è solo una copertura per la sua reale attività: il killer professionista.
Nel suo gruppo d'azione fanno parte anche il suo aiutante Ray, nipote di un boss mafioso, e Barbara, una ex porno star. Nelle sue ultime avventura collabora con diversi servizi segreti occidentali assieme assieme a Nightshade.

## Biografia letteraria
Nato in alcuni racconti pubblicati negli anni '90 sul "Giallo Mondadori", quando la "Milano da bere" si terminava il suo periodo più luminoso, il personaggio è stato poi protagonista di un romanzo breve dedicato alla morte di Diana Spencer ("Morte accidentale di una lady").
Oltre a comparire su romanzi a lui dedicati, il personaggio compare spesso nelle avventure di Mercedes "Mercy" Contreras Torres.

## Romanzi
1997 - Morte accidentale di una Lady, Il Minotauro. Il romanzo è stato più volte ripubblicato (di recente presso Oakmond edizioni) con il titolo "Ladykill"
2003 - MIlano da Morire, Addictions Magenes Editoriale 
2013 - Medina: Malastrana, Segretissimo 1603
2014 - Medina: Persecutor, Segretissimo 1615